# Битва під Білим Каменем
Битва під Білим Каменем (Битва під Вайсенштейном) — битва польсько-шведської війни (1600—1611), яка відбулась 25 вересня 1604 року біля міста Білий Камінь (Вайсенштейн, нім. Weissenstein, зараз Пайде, Естонія).

## Передумови
Замок Білий Камінь був зайнятий польськими військами у 1602 році. Це був стратегічно важливий замок шведської Естляндії на шляху з Ревеля у Дерпт.
У 1604 році шведське військо під командуванням Арвіда Столарма та іспанця Алонсо Качо де Кануто, підсилене угорськими, шотландськими та німецькими найманцями, було перекинуте в Естляндію.

## Хід битви
11 вересня 6-тисячне військо покинуло Ревель і 15 вересня підійшло до Білого Каменю і розпочало облогу. 23 вересня відбувся перший штурм міста, який був відбитий з великими втратами для нападників.
24 вересня на допомогу оборонцям підійшло військо ВКЛ кількістю 2 300 чоловік під командуванням гетьмана Яна-Кароля Ходкевича.
Поле битви лежало між дорогою, лісом та заболоченою рівниною. Арвід Столарм вишикував рейтарів у караколь, а за ними розмістив піхоту, щоб ворог не розбив кінноту та піхоту окремо.
Потужний лівий фланг складався з німецьких найманців, якими командував Алонсо Качо де Кануто. Він прикривав шлях на Ревель. Правий фланг складався з фінів. Їх слабкість компенсувалась природними перепонами.
У центрі розміщувались шведські війська, якими командував особисто Столарм.
Ходкевич поставив на свій правий фланг гусарів, у центрі піхоту, рейтарів та легку артилерію, на лівому фланзі — татар та козаків.
Він вирішив атакувати сильний лівий фланг ворога, розраховуючи, що після його розгрому рухне все шведське шикування.
Гусари атакували лівий фланг шведів, зруйнувавши караколь. Потім вони вперлись у піхоту, але загибель Алонсо Качо де Кануто зруйнувала шведську оборону. У бій рушили центр і лівий фланг поляків.
шведська армія була загнана у болото і знищена.

## Наслідки
Шведська армія втратила близько 3 000 убитими, 21 хоругву, 6 гармат і весь обоз. Втрати Ходкевича становили 81 убитого і близько 100 поранених.
Але Ходкевич не зміг скористатись результатами перемоги. Через прихід зими, епідемії, голод та затримку у виплаті платні частина його солдатів вчинила бунт і покинувши військо, пішла на південь. Згодом вони вибрали своїм командиром Олександра Юзефа Лісовського, який не брав участі у битві.